# Сад Сін-Едоґава
35°42′47″ пн. ш. 139°43′21″ сх. д. / 35.71311111° пн. ш. 139.72261111° сх. д.
Сад Сін-Едоґава (яп. 新江戸川区公園, Сін-Едоґава ко:ен) — це старовинний японський сад, розташований поблизу річки Канда у районі Бункьо в Токіо. Назва означає «Новий сад біля річки Едо». Площа саду становить 18547 м².

## Опис
Спочатку ці землі були другою резиденцією самурайського клану Хосокава, який в кінці періоду Едо керував областю Кумамото. Пізніше тут знаходилася основна резиденція сім'ї Хосокава. 1959 року сад був переданий в подарунок місту.
Сад частково розташований на схилі пагорба, на якому знаходяться доріжки і оглядові майданчики, а також джерело, яке живить розташовані нижче ставки. У ставках плавають червоні коропи. Сад прикрашають кам'яні ліхтарі і пагода, бамбукові огорожі. Будівлю біля входу було побудовано у період Тайсьо і вона служила місцем навчання членів сім'ї Хосокава.
Сад розташований неподалік від станції метро Едоґавабасі і в 7 хвилинах ходьби від станції Васеда трамвайної лінії Аракава.
Години роботи: 9:00 — 17:00, вхід вільний.
Парк Сін-Едоґава і музей Ейсей-Бунке з'єднані воротами, які відкриті з 10:00 до 16:00.

## Галерея

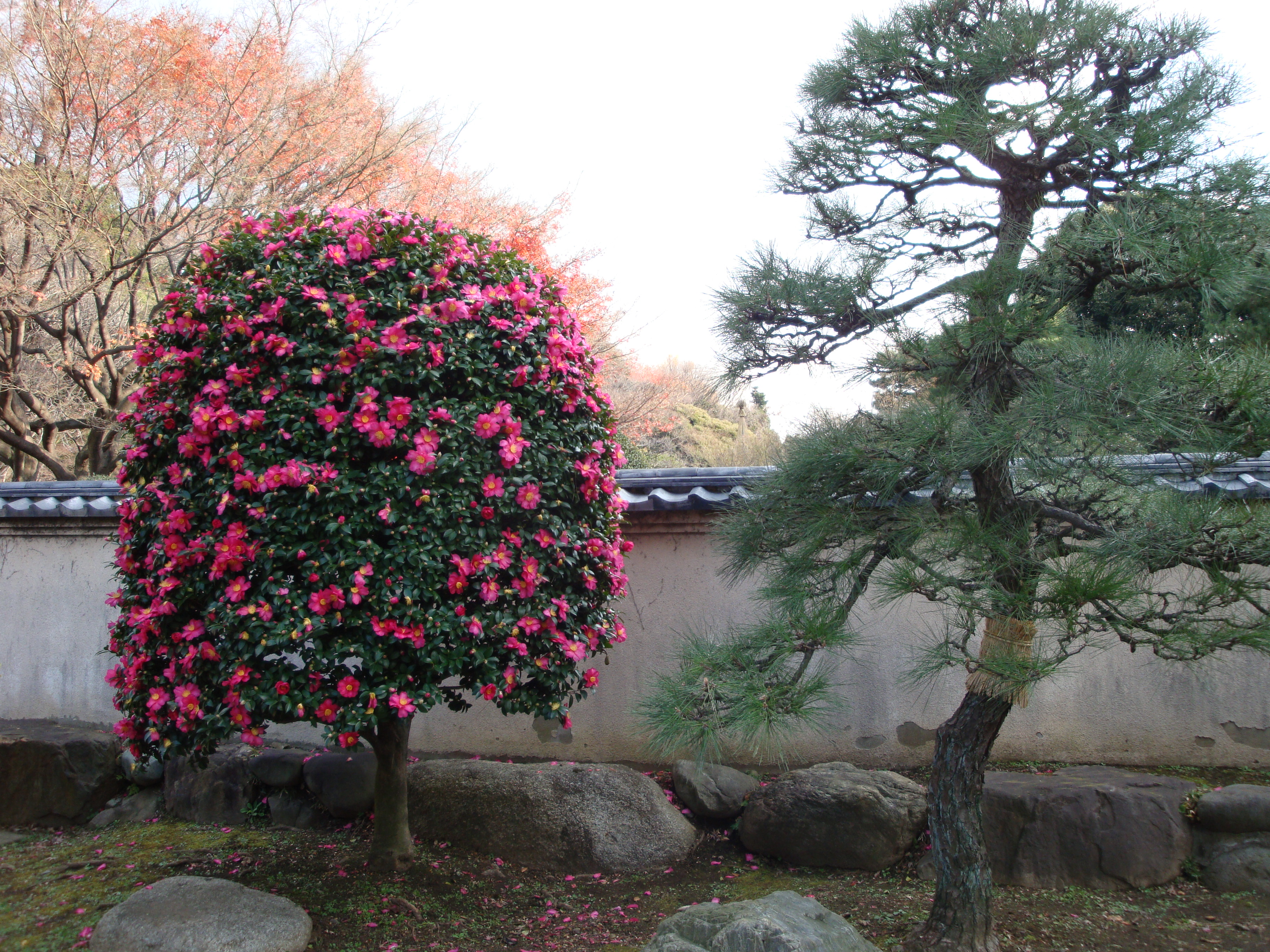
Огорожа саду і кущ камелії
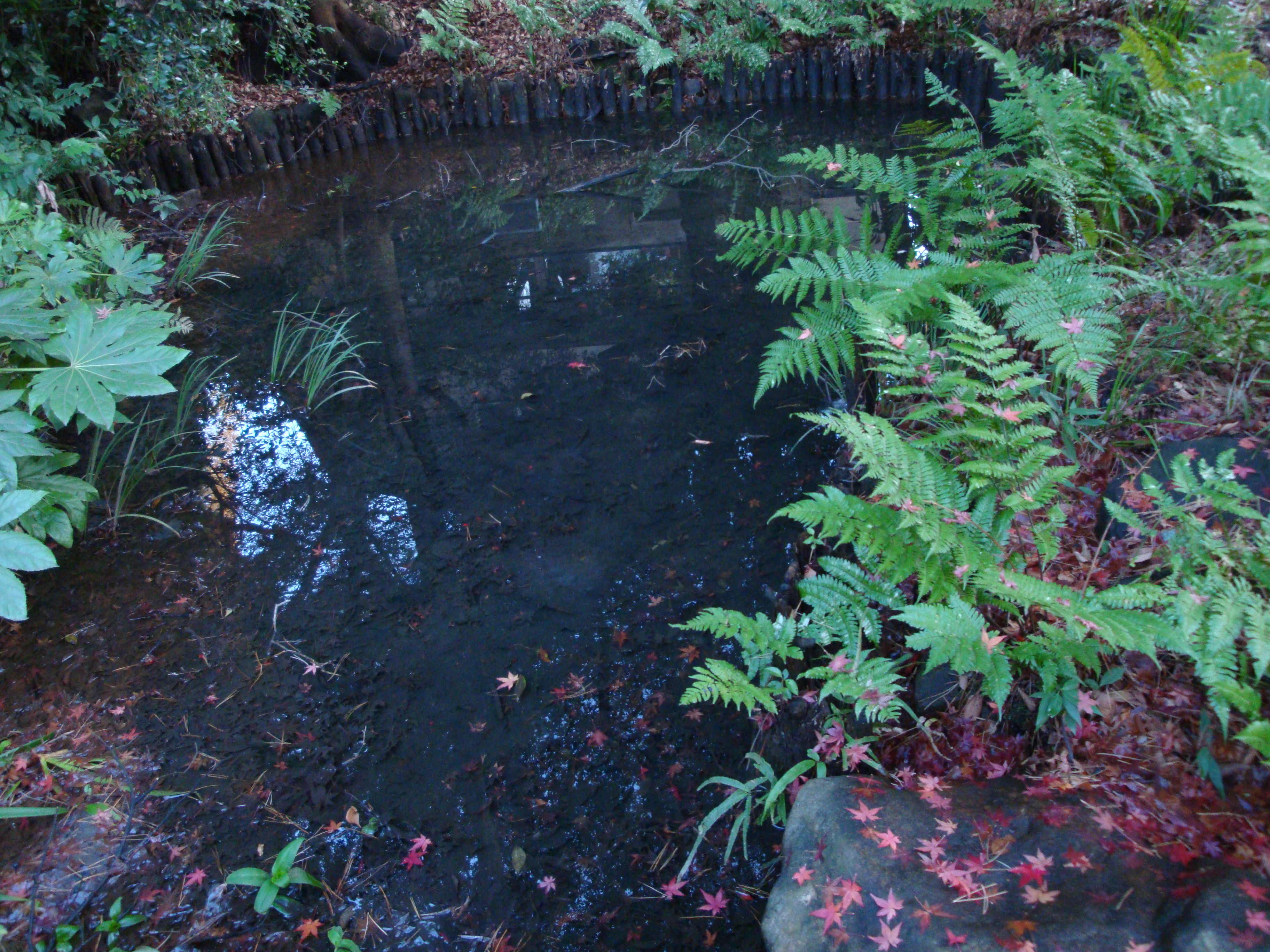
Далекий куточок ставка
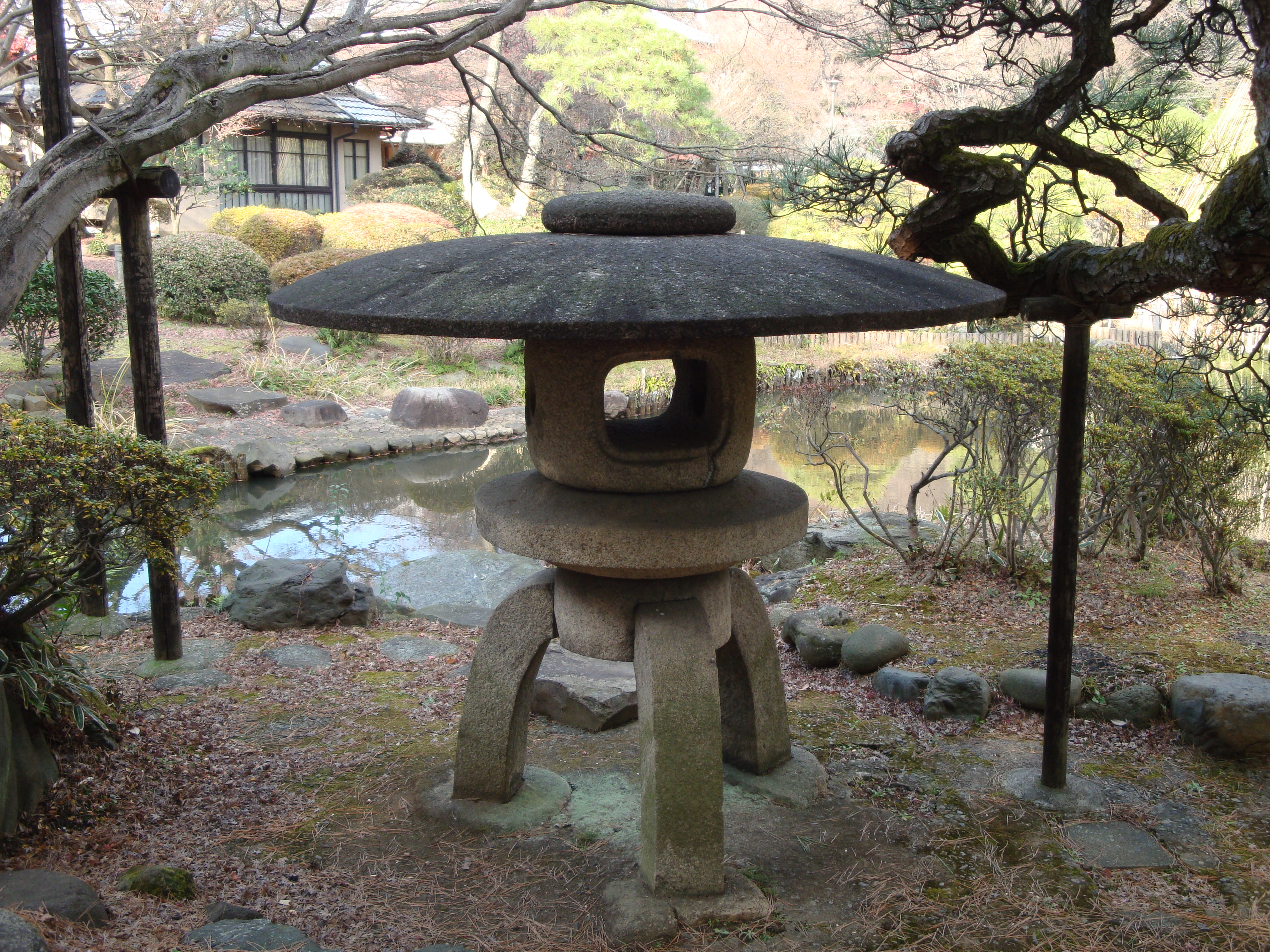
Кам'яний ліхтар
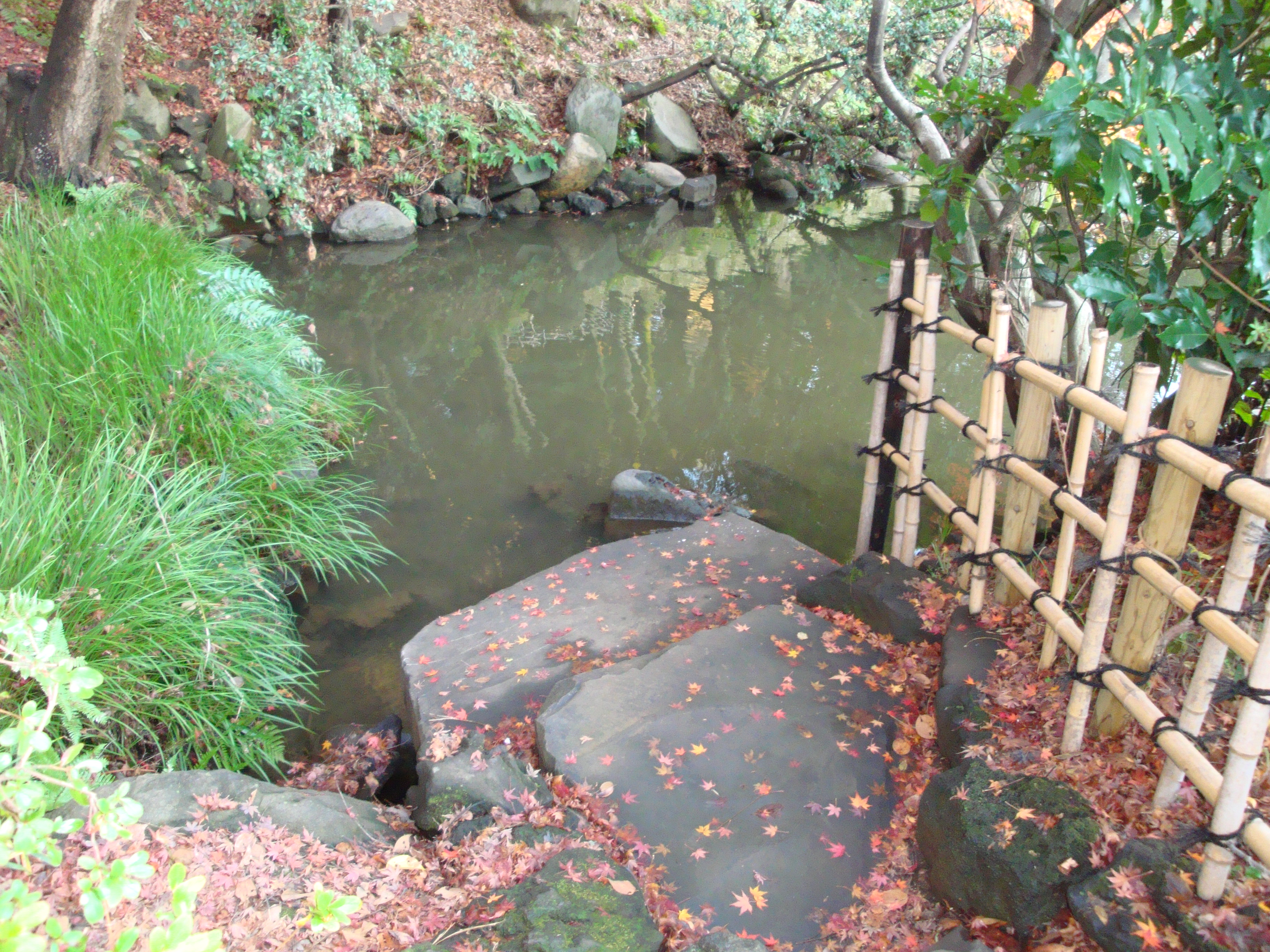
Неподалік від джерела